# Афака
Афака ( afaka sikifi) — слоговое письмо, изобретённое в 1908 году для языка джука — распространённого в Суринаме креольского языка на английской основе. Письменность получила название в честь своего создателя, Афака Атумиси. Афака используется до настоящего времени, однако уровень грамотности носителей языка низок и составляет менее 10 %. Письмо афака является единственным использующимся видом письменности, разработанным специально для креольского языка.

## Происхождение
По утверждениям создателя, письменность была создана в результате божественного откровения. Она состоит из 56 символов, происходящих из латинских и арабских букв и цифр, а также традиционных африканских пиктограмм.
Происхождение многих символов письменности афака остаётся неясным. Некоторые из них могут являться символическими изображениями, берущими своё начало в Африке. В частности, знак для слога [be] может происходить из символического изображения ребёнка (англ. baby) в лоне матери (англ. belly). Два соединённых круга соответствует слогу [wi] (англ. we — мы). Две соединённые горизонтальные линии соответствуют слогу [tu] (англ. two — два), а четыре — слогу [fo] (англ. four — четыре). Слог [ne] записывается как + и происходит от слова name — имя (из-за неграмотности креолы вместо подписи ставили крестик).
Единственными буквами, соответствующими латинскому алфавиту, являются знаки для гласных a и o, хотя последняя может происходить от условного изображения губ, произносящих этот звук.

## Принципы
Письменность афака не отражает всей звуковой системы языка джука, в частности, системы тонов. Конечные согласные (например, носовой [n]) на письме не обозначаются. Долгие гласные записываются путём добавления после слога гласной. Преназализованные и звонкие согласные обозначаются одними и теми же символами. Слоги, содержащие гласные [u] и [o], как правило, обозначаются одинаковыми знаками, за исключением слогов [o]/[u], [po]/[pu] и [to]/[tu] (таким образом, название языка может быть прочитано как джука и джока). После согласных [l, m, s, w], слоги с [e] и [i] также не различаются. Один символ используется для записи [ba] и [pa], а также [u] и [ku]. Не существует символа для обозначения сочетания [gw] ([gb])
Ряд согласных имеет только один символ. Таковыми являются:
- [ty], содержащийся только в слоге [tya].
- [kw] ([kp]) в слоге [kwa ~ kpa]
- [ny] в слоге [nya]
- [dy] в слоге [dyu/dyo]

Таким образом, разночтений (за исключением тональных) не существует только для слогов, начинающихся с согласных [y] и [t].
Имеется единственный знак препинания (|), который соответствует запятой или точке.
Письменность афака не поддерживается в Юникоде. Единственный существующий шрифт плохо разработан.